# East Molokai
East Molokai, anche noto come Wailau, è un grande vulcano a scudo estinto delle isole Hawaii. Comprende l'intera parte orientale dell'isola di Molokai, che forma assieme al complesso vulcanico gemello di West Molokai.

## Storia evolutiva
Appartenente alla catena vulcanica delle isole Hawaii, East Molokai si formò circa 2 milioni di anni fa, in concomitanza con West Molokai poco a occidente. I due vulcani entrarono presto in contatto, e dalle loro eruzioni congiunte nacque l'attuale isola di Molokai.
East Molokai rimase attivo per circa 500 000 anni, entrando poi in fase di quiescenza. Attività vulcaniche sporadiche si manifestarono comunque fino a circa 0,5 milioni di anni fa, quando il piccolo vulcano Makanalua, sempre del complesso di East Molokai, creò la penisola di Kalaupapa, dove come traccia dell'attività piroclastica sopravvive il cratere di Kauhakō.
In un periodo imprecisato dopo il suo spegnimento East Molokai fu interessato da un imponente slittamento dei suoi strati superiori, che nella sua parte settentrionale si estese per circa 100 km e diede origine alle imponenti alture che ancora vi si trovano, alte fino a 900 m e dai fianchi estremamente ripidi e uniformi. Il rilievo più importante di East Molokai è il monte Kamakou.